# Хуанпи
Хуанпи́ (кит. упр. 黄陂, пиньинь Huángpí) — район городского подчинения города субпровинциального значения Ухань провинции Хубэй (КНР).

## История
В окружении речных заводей и озёр археологами обнаружен Панлунчэн — один из ключевых памятников (городов) культуры Эрлиган, которую связывают с династией Шан.
Во времена империи Хань эти места входили в состав уезда Силин (西陵县) округа Цзянся (江夏郡) провинции Цзинчжоу (荆州). В начале III века правитель округа Хуан Цзу построил в этих местах укрепление, названное в его честь Хуанчэн (黄城, «город Хуана»). В 208 году Цао Цао создал в этих местах уезд Шиян (石阳县), в котором разместились власти подконтрольной царству Вэй части округа Цзянся. Во времена империи Северная Ци в 552 году уезд Шиян был переименован в Хуанпи (黄陂县).
Во времена монгольской империи Юань в 1275 году уезд вошёл в состав Хуанчжоуского региона (黄州路). После свержения власти монголов и образования империи Мин Хуанчжоуский регион был преобразован в Хуанчжоускую управу (黄州府). Во времена империи Цин уезд был в 1729 году передан в подчинение Ханьянской управе (汉阳府). После Синьхайской революции в Китае была проведена реформа структуры административного деления, в ходе которой управы были упразднены.
В 1949 году был образован Специальный район Сяогань (孝感专区), и уезд вошёл в его состав. В 1959 году Специальный район Сяогань был расформирован, и входившие в его состав уезды перешли под управление властей Уханя, но в 1961 году Специальный район Сяогань был воссоздан. В 1983 году уезд был вновь передан под управление властей Уханя.
В 1998 году уезд был преобразован в район городского подчинения.

## Административное деление
Район делится на 15 уличных комитетов и 1 волость.